# 1995-ös Copa América (keretek)
A következő lista tartalmazza az Uruguayban rendezett, 1995-ös Copa Américan részt vevő nemzeteinek játékoskereteit. A tornát 1995. július 5-e és 23-a között rendezték. Mexikó és az USA ismét meghívottként vett részt.